# Gouvernement Koštunica I
République de Serbie
Živković (sr) Koštunica II
Le gouvernement Koštunica I (en serbe cyrillique : Прва влада Војислава Коштунице, en serbe latin : Prva vlada Vojislava Koštunice) est le neuvième gouvernement de la république de Serbie entre le 3 mars 2004 et le 15 mai 2007, sous VIe législature de l'Assemblée nationale.
Il est dirigé par le conservateur Vojislav Koštunica, arrivé deuxième des élections législatives de décembre 2003, et repose sur une coalition entre le Parti démocrate de Serbie, G17 Plus, le Mouvement du renouveau et Nouvelle Serbie bénéficiant du soutien sans participation du Parti socialiste. Il succède au gouvernement de coalition (sr) de Zoran Živković et cède le pouvoir après les élections législatives de janvier 2007 au gouvernement Koštunica II.

## Historique du mandat
Ce gouvernement est dirigé par le nouveau président du gouvernement conservateur Vojislav Koštunica, précédemment président de la république fédérale de Yougoslavie. Il est constitué d'une coalition minoritaire entre le Parti démocrate de Serbie (DSS), G17 Plus (G17+), le Mouvement serbe du renouveau (SPO) et Nouvelle Serbie (NS). Ensemble, ils disposent de 109 députés sur 250, soit 43,6 % des sièges de l'Assemblée nationale. Il bénéficie du soutien sans participation du Parti socialiste de Serbie (SPS), qui dispose de 22 députés, soit 8,8 % des sièges de l'Assemblée nationale.
Il est formé à la suite des élections législatives anticipées du 28 décembre 2003.
Il succède donc au gouvernement (sr) de Zoran Živković, constitué et soutenu par l'Opposition démocratique de Serbie (DOS).

### Formation
Le 21 février 2004, 55 jours après les élections législatives, Vojislav Koštunica est chargé par le président de la République par intérim Dragan Maršićanin de former le nouveau gouvernement de la Serbie. Affirmant l'engagement pro-européen de sa future équipe, il refuse de s'associer avec le Parti démocrate (DS), deuxième force pro-occidentale à l'Assemblée nationale, et cherche à obtenir le soutien du Parti socialiste, fondé par son ancien concurrent Slobodan Milošević. Il obtient le 3 mars suivant la confiance des parlementaires par 130 voix favorables, effectivement grâce à l'appui extérieur du SPS.

### Présidentielle et indépendance
À l'occasion de l'élection présidentielle du 13 juin suivant, le candidat du DS Boris Tadić arrive deuxième du premier tour derrière le nationaliste radical Tomislav Nikolić ; il l'emporte au second tour deux semaines plus tard avec environ 53 % des suffrages exprimés. Troisième scrutin de ce type depuis deux ans, il était le premier à se tenir après l'abolition du quorum de participation, fixé jusqu'à présent à la moitié des inscrits.
En conséquence de la proclamation de l'indépendance du Monténégro le 5 juin 2006, le Parlement serbe vote une motion confirmant que la Serbie est la successeure juridique de la communauté d'États de Serbie-et-Monténégro, ce qui entraîne la création de deux ministères, chargés des affaires étrangères et de la défense.

### Rupture
Le parti libéral G17 Plus annonce le 2 octobre 2006 son intention de se retirer de la coalition au pouvoir, privant de facto le gouvernement d'une majorité à l'Assemblée, en raison de l'incapacité des autorités à appréhender Ratko Mladić, suspecté de crime de guerre. Environ cinq semaines plus tard, le 10 novembre, le président de la République Boris Tadić annonce la dissolution de l'Assemblée nationale et la tenue d'élections législatives le 21 janvier 2007.

## Composition

### Initiale (3 mars 2004)
| Poste                                                               | Titulaire | Titulaire                               | Parti |
| ------------------------------------------------------------------- | --------- | --------------------------------------- | ----- |
| Président du gouvernement                                           |           | Vojislav Koštunica                      | DSS   |
| Vice-président du gouvernement                                      |           | Miroljub Labus                          | G17+  |
| Ministre de l'Intérieur                                             |           | Dragan Jočić                            | DSS   |
| Ministre des Finances                                               |           | Mlađan Dinkić                           | G17+  |
| Ministre de la Justice                                              |           | Zoran Stojković                         | DSS   |
| Ministre des Administrations publiques et des Collectivités locales |           | Zoran Lončar                            | DSS   |
| Ministre de l'Agriculture, des Forêts et des Eaux                   |           | Ivana Dulić-Marković                    | G17+  |
| Ministre de l'Économie                                              |           | Dragan Maršićanin (jusqu'au 10/05/2004) | DSS   |
| Ministre des Mines et de l'Énergie                                  |           | Radomir Naumov                          | DSS   |
| Ministre des Investissements                                        |           | Velimir Ilić                            | NS    |
| Ministre du Commerce, du Tourisme et des Services                   |           | Bojan Dimitrijević                      | SPO   |
| Ministre des Relations économiques internationales                  |           | Predrag Bubalo                          | DSS   |
| Ministre du Travail, de l'Emploi et des Affaires sociales           |           | Slobodan Lalović                        | SDP   |
| Ministre de la Science et de la Protection de l'environnement       |           | Aleksandar Popović                      | DSS   |
| Ministre de l'Éducation et des Sports                               |           | Liljana Čolić (jusqu'au 16/09/2004)     | DSS   |
| Ministre de la Culture                                              |           | Dragan Kojadinović                      | SPO   |
| Ministre de la Santé                                                |           | Tomica Milosavljević                    | G17+  |
| Ministre des Affaires religieuses                                   |           | Milan Radulović                         | DSS   |
| Ministre de la Diaspora                                             |           | Vojislav Vukčević                       | SPO   |

### Remaniement du 19 octobre 2004
| Poste                                                               | Titulaire | Titulaire                            | Parti |
| ------------------------------------------------------------------- | --------- | ------------------------------------ | ----- |
| Président du gouvernement                                           |           | Vojislav Koštunica                   | DSS   |
| Vice-président du gouvernement                                      |           | Miroljub Labus (jusqu'au 03/05/2006) | G17+  |
| Ministre de l'Intérieur                                             |           | Dragan Jočić                         | DSS   |
| Ministre des Finances                                               |           | Mlađan Dinkić                        | G17+  |
| Ministre de la Justice                                              |           | Zoran Stojković                      | DSS   |
| Ministre des Administrations publiques et des Collectivités locales |           | Zoran Lončar                         | DSS   |
| Ministre de l'Agriculture, des Forêts et des Eaux                   |           | Ivana Dulić-Marković                 | G17+  |
| Ministre de l'Industrie et des Privatisations                       |           | Predrag Bubalo                       | DSS   |
| Ministre des Mines et de l'Énergie                                  |           | Radomir Naumov                       | DSS   |
| Ministre des Investissements                                        |           | Velimir Ilić                         | NS    |
| Ministre du Commerce, du Tourisme et des Services                   |           | Bojan Dimitrijević                   | SPO   |
| Ministre des Relations économiques internationales                  |           | Milan Parivodić                      | DSS   |
| Ministre du Travail, de l'Emploi et des Affaires sociales           |           | Slobodan Lalović                     | SDP   |
| Ministre de la Science et de la Protection de l'environnement       |           | Aleksandar Popović                   | DSS   |
| Ministre de l'Éducation et des Sports                               |           | Slobodan Vuksanov                    | DSS   |
| Ministre de la Culture                                              |           | Dragan Kojadinović                   | SPO   |
| Ministre de la Santé                                                |           | Tomica Milosavljević                 | G17+  |
| Ministre des Affaires religieuses                                   |           | Milan Radulović                      | DSS   |
| Ministre de la Diaspora                                             |           | Vojislav Vukčević                    | SPO   |

### Remaniement du 5 juin 2006
| Poste                                                               | Titulaire | Titulaire                                                                     | Parti |
| ------------------------------------------------------------------- | --------- | ----------------------------------------------------------------------------- | ----- |
| Président du gouvernement                                           |           | Vojislav Koštunica                                                            | DSS   |
| Vice-président du gouvernement                                      |           | Ivana Dulić-Marković (du 20/06 au 09/11/2006)                                 | G17+  |
| Ministre des Affaires étrangères                                    |           | Vuk Drašković                                                                 | SPO   |
| Ministre de l'Intérieur                                             |           | Dragan Jočić                                                                  | DSS   |
| Ministre de la Défense                                              |           | Zoran Stanković                                                               | Aucun |
| Ministre des Finances                                               |           | Mlađan Dinkić (jusqu'au 09/11/2006)                                           | G17+  |
| Ministre de la Justice                                              |           | Zoran Stojković                                                               | DSS   |
| Ministre des Administrations publiques et des Collectivités locales |           | Zoran Lončar                                                                  | DSS   |
| Ministre de l'Agriculture, des Forêts et des Eaux                   |           | Ivana Dulić-Marković (jusqu'au 20/06/2006) Goran Živkov (jusqu'au 09/11/2006) | G17+  |
| Ministre de l'Industrie et des Privatisations                       |           | Predrag Bubalo                                                                | DSS   |
| Ministre des Mines et de l'Énergie                                  |           | Radomir Naumov                                                                | DSS   |
| Ministre des Investissements                                        |           | Velimir Ilić                                                                  | NS    |
| Ministre du Commerce, du Tourisme et des Services                   |           | Bojan Dimitrijević                                                            | SPO   |
| Ministre des Relations économiques internationales                  |           | Milan Parivodić                                                               | DSS   |
| Ministre du Travail, de l'Emploi et des Affaires sociales           |           | Slobodan Lalović                                                              | SDP   |
| Ministre de la Science et de la Protection de l'environnement       |           | Aleksandar Popović                                                            | DSS   |
| Ministre de l'Éducation et des Sports                               |           | Slobodan Vuksanov                                                             | DSS   |
| Ministre de la Culture                                              |           | Dragan Kojadinović                                                            | SPO   |
| Ministre de la Santé                                                |           | Tomica Milosavljević (jusqu'au 09/11/2006)                                    | G17+  |
| Ministre des Affaires religieuses                                   |           | Milan Radulović                                                               | DSS   |
| Ministre de la Diaspora                                             |           | Vojislav Vukčević                                                             | SPO   |